# Miljana
Miljana (arab. مليانا, fr. Miliana) – miasto w prowincji Ajn ad-Dafla na północnym zachodzie Algierii. Miljana została założona w X wieku przez Buluggina ibn Ziriego na miejscu starożytnego miasta rzymskiego Zucchabaru.
Pod kontrolę francuską dostało się w 1842. Położone jest (36°18′36″N 2°09′44″E/36,310000 2,162222) około 160 km na południowy zachód od Algieru stolicy Algierii. Ludność miasta szacowana jest na 40 tys. w 2005.